# Godfred af Viterbo
Godfred af Viterbo (tysk: Gottfried von Viterbo, italiensk: Goffredo da Viterbo, på engelsk også Godfrey eller Geoffrey, fra Latin Gaufridus, Godefridus eller Gotefredus Viterbensis, ca. 1120 – ca. 1196) var en romersk-katolsk kronikør, der var af enten italiensk eller tysk oprindelse. Han var allerede fra en ung alder meget aktiv som en af de gejstlige i den Konrad 3. af Frankens hof, og senere dennes efterfølger, og senere kejser af det tysk-romerske rige, Frederik Barbarossas, som han fulgte på flere militærkampagner, og for hvem han ofte fungerede som officiel udsending på diplomatiske missioner. Godfred fungerede også som tutor for Frederiks søn, og senere efterfølger, Henrik 6.